# Anglikanische Kirche von Korea

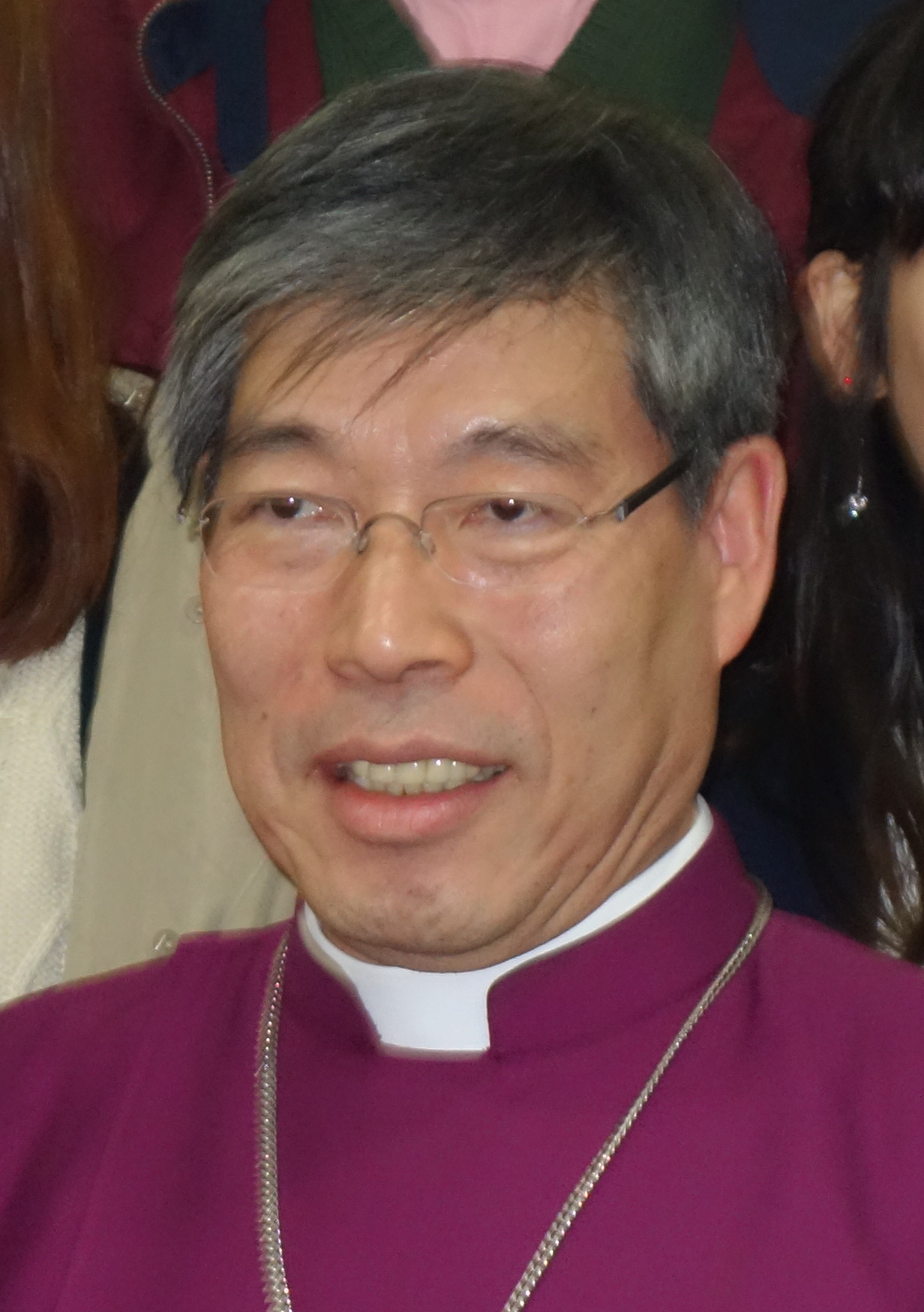
Paul Kim Keun-sang (2013)

Die Anglikanische Kirche von Korea ist eine Mitgliedskirche der Anglikanischen Gemeinschaft. Sie besteht aus drei Diözesen und zählt etwa 65.000 Mitglieder.
Sie geht auf Missionstätigkeit aus England zurück, die im späten 19. Jahrhundert begann. 1965 wurde der erste einheimische Bischof geweiht. 1993 wurde sie durch den Erzbischof von Canterbury mit einem eigenen Primas mit Sitz in Seoul ausgestattet und damit in die Unabhängigkeit entlassen. Derzeitiger Primas ist gegenwärtig seit 2020 der Südkoreaner Peter Kyongho Lee. Einer seiner Vorgänger war Paul Kim Keun-sang.
| Diözese | Sitz    | Bischof                |
| ------- | ------- | ---------------------- |
| Busan   | Busan   | Onesimus Park Dong-sin |
| Daejeon | Daejeon | Michael Kwon Hi-yeon   |
| Seoul   | Seoul   | Paul Kim Keun-sang     |